# Microsechium hintonii
Microsechium hintonii là một loài thực vật có hoa trong họ Cucurbitaceae.

## Phân loại
Loài này được Paul Graham Wilson mô tả khoa học đầu tiên năm 1958 theo mẫu vật Hinton 8596 do George Boole Hinton thu thập ngày 24-10-1935 tại San Bucas (Temascaltepec, bang Mexico, Mexico), hiện lưu giữ tại phòng mẫu cây của Vườn Thực vật Hoàng gia tại Kew. Năm 1978, Charles Jeffrey chuyển nó sang chi Sechium thành Sechium hintonii.
Nghiên cứu di truyền phân tử của Sebastian et al. (2012) cho thấy tình trạng đa ngành của Sicyos nghĩa hẹp cũng như của Sechium nghĩa rộng. Để giải quyết tình trạng này thì một giải pháp phù hợp là mở rộng Sicyos để chứa các chi nhỏ lồng sâu trong nó (như Anomalosicyos, Cladocarpa, Costarica, Microsechium, Parasicyos, Pterosicyos, Sarx, Sechiopsis, Sechium, Sicyocarya, Sicyocaulis, Sicyosperma và Skottsbergiliana).
Trong phân tích của Sebastian et al. (2012) thì Sechium hintonii (= Microsechium hintonii) có quan hệ họ hàng gần với Sechium edule - loài điển hình của chi Sechium. Do Sechium edule lồng trong Sicyos nên việc hợp nhất này nếu được công nhận cũng sẽ làm cho Sechium hintonii được gộp vào trong Sicyos. Tuy nhiên, cho tới thời điểm năm 2024 thì vẫn chưa có danh pháp mới cho nó trong Sicyos, và cả World Flora Online và Plants of the World Online vẫn coi Microsechium hintonii là danh pháp được công nhận.

## Từ nguyên
Tính từ định danh hintonii là để vinh danh George Boole Hinton (1882-1943), kỹ sư, nhà luyện kim, kiến trúc sư kiêm nhà thực vật học người Anh – cháu ngoại nhà toán học người Anh George Boole (1815-1864), chuyên thu thập mẫu cây tại Guatemala, Mexico và Malawi.

## Phân bố
Loài bản địa trung và tây nam Mexico.